# Symphonie no 2 de Hanson
Pour les articles homonymes, voir Symphonie no 2.
Romantique
La Symphonie no 2 en ré bémol majeur « Romantique » opus 30, W45, de Howard Hanson est une symphonie composée en 1930 sur une commande de Serge Koussevitsky pour le 50e anniversaire de l'Orchestre symphonique de Boston.

## Structure
La symphonie comporte 3 mouvements, avec un matériau thématique qui se retrouve dans les trois mouvements :
1. Adagio — Allegro moderato — Lento molto espressivo — Piu mosso — Meno mosso — Tranquillo — Molto piu mosso  — Animato — Molto meno mosso — Animato — Meno mosso — Ancora meno mosso — Molto meno mosso
2. Andante con tenerezza
3. Allegro con brio — Molto meno mosso — Piu mosso — Animato — Largamente

## Fiche technique
- Titre : Symphonie no 2 en ré bémol majeur
  - Surnom : Romantique (en anglais Romantic)
- Composition : 1930
- Durée : 30 minutes
- Premières exécutions :
  - Boston, 28 novembre 1930. Orchestre symphonique de Boston, dirigé par Serge Koussevitsky.
- Publication : 1930, Carl Fischer Music.

### Orchestration
| Nomenclature de la 2e Symphonie                                                        |
| Cordes                                                                                 |
| premiers violons, seconds violons, altos, violoncelles, contrebasses, harpe            |
| Bois                                                                                   |
| 2 flûtes, 2 hautbois, 1 cor anglais, 2 clarinettes si bémol, 2 bassons, 1 contrebasson |
| Cuivres                                                                                |
| 4 cors en fa, 3 trompettes en ut, 3 trombones, 1 tuba                                  |
| Percussions                                                                            |
| timbales, caisse claire, cymbales                                                      |

## Interprétations
La symphonie a été créée le 28 novembre 1930 par l'Orchestre symphonique de Boston, dirigé par Serge Koussevitsky. Peu de temps après, Arturo Toscanini l'a joué avec l'Orchestre philharmonique de New York. Hanson l'a lui-même dirigée et enregistrée avec l'Orchestre philharmonique de Rochester. Parmi les autres chefs, on trouve Erich Kunzel, Sir Neville Marriner, Gerard Schwarz.